# 櫛淵せん一
櫛淵 鍹一（くしぶち せんいち、1890年（明治23年）12月5日 - 1964年（昭和39年）9月20日）は、日本の陸軍軍人。第34軍司令官・第28師団長・軍馬補充部本部長等を歴任し、階級は陸軍中将功三級に至る。

## 経歴
一橋家で神道一心流の指南役を務めていた櫛淵宣秀の長男として東京に生まれる。先祖の櫛淵宣根が上野国利根郡後閑村から江戸に出て、道場を開き代々剣術を伝えていた。東京府立第三中学校で学び、陸軍士官学校に進学する。1912年（明治45年）5月に卒業し、同年（大正元年）12月、陸軍騎兵少尉に任官され騎兵第19連隊附を命ぜられる。士官候補生第24期の同期には第35軍司令官鈴木宗作大将、第44軍司令官本郷義夫中将や南方軍総参謀長沼田多稼蔵中将らがいる。1915年（大正4年）12月、騎兵中尉に進級し、1918年（大正7年）12月11日、陸軍大学校に入校。1921年（大正10年）7月、騎兵大尉進級を経て同年11月28日、陸軍大学校（33期）を卒業する。
1922年（大正11年）12月、陸軍省軍務局附勤務を命ぜられ、翌年8月から陸軍省軍務局課員となる。1925年（大正14年）9月からイギリス駐在を命ぜられ、1927年（昭和2年）12月、騎兵少佐に進級する。1928年（昭和3年）3月、イギリス大使館附武官補佐官を命ぜられる。同年12月再び陸軍省軍務局課員となり、1929年（昭和4年）3月16日から白川義則陸軍大臣の秘書官を務める。同年7月2日、陸軍大臣が宇垣一成大将に代わり、1931年（昭和6年）には南次郎、荒木貞夫と代わるが引き続き秘書官を務める。この間、1931年8月に騎兵中佐へ進級している。1932年（昭和7年）6月27日、賀陽宮恒憲王附武官を命ぜられる。1934年（昭和9年）3月から恒憲王の欧米出張に付き従う。同年9月に帰国し、同12月、騎兵第2連隊長を命ぜられる。
1935年（昭和10年）8月、騎兵大佐に進み、1937年（昭和12年）8月2日、陸軍省高級副官を命ぜられる。高級副官というのは俗称で正しくは「大臣官房副官」であったが、副官は同時期に複数任命される事から最先任副官の事を高級副官と俗称していた。1938年（昭和13年）7月、第1軍参謀副長を命ぜられ、同年7月の陸軍少将進級の後、同年11月から第1軍参謀長に進む。1940年（昭和15年）3月から農林省馬政局次長を務め、1941年（昭和16年）3月、陸軍省の外局である軍馬補充部本部長に就任する。同年8月、陸軍中将に進級し、10月に留守第3師団長に任じられる。
1943年（昭和18年）3月から第28師団長に移り、1945年（昭和20年）1月から第34軍司令官に就任する。終戦後シベリアに抑留された。1948年（昭和23年）1月31日、公職追放仮指定を受けた。1950年（昭和25年）4月17日、引揚船で舞鶴に帰港し復員する。櫛淵の乗った引揚船「明優丸」には第30軍司令官だった飯田祥二郎中将外陸軍将官32名、海軍将官8名を含む凡そ1600名が乗船していた。1964年（昭和39年）9月20日逝去。

## 栄典
- 1913年（大正2年）2月20日 - 正八位[2]
- 1941年（昭和16年）9月15日 - 従四位
- 1943年（昭和18年）10月1日 - 正四位

## 親族
- 櫛淵宣根（虚中軒） 5代前の先祖。江戸時代の剣豪（神道一心流）。
- 養嗣子 櫛淵理（裁判官）